# Episodi di Kino no tabi
Questa è la lista degli episodi dell'anime Kino no tabi, adattamento dell'omonima serie di light novel scritta da Keiichi Sigsawa e illustrata da Kohaku Kuroboshi. La serie segue una viaggiatrice di nome Kino e la sua motocicletta parlante, conosciuta come Motorrad, di nome Hermes, mentre esplorano paesi con costumi e persone unici in un mondo misterioso, trascorrendo solo tre giorni in ogni luogo.
Un adattamento anime prodotto da A.C.G.T e Genco, diretto da Ryūtarō Nakamura e scritto da Sadayuki Murai, è stato trasmesso sulla rete televisiva satellitare WOWOW dall'8 aprile all'8 luglio 2003 per un totale di 13 episodi. La serie anime è stata successivamente ritrasmessa in tutto il Giappone su Animax, che ha mandato in onda l'anime anche attraverso le sue reti mondiali nel sud-est asiatico, nell'Asia orientale e nell'Asia meridionale. Gli episodi sono stati raccolti in sei volumi DVD pubblicati dal 18 giugno al 19 novembre 2003; il primo volume conteneva tre episodi, mentre ciascuno dei volumi successivi ne presentava due. La serie è stata ripubblicata su DVD in edizioni economiche sempre in sei volumi, con i primi tre volumi raggruppati e venduti il 19 gennaio 2005, e gli ultimi tre il 16 febbraio 2005. Oltre alla serie principale, esiste anche un prologo di 12 minuti che è stato pubblicato come OAV in allegato all'edizione DVD del primo d'animazione il 19 ottobre 2005. La sigla d'apertura è All the way di Mikuni Shimokawa mentre quella di chiusura è The Beautiful World di Ai Maeda; entrambi i singoli sono stati pubblicati il 18 giugno 2003. In Italia i primi quattro episodi sono stati proiettati il 23 gennaio 2005 in versione sottotitolata durante il Future Film Festival ad opera di Mediafilm, che aveva originariamente pianificato di distribuirla per intero, ma alla fine la serie è rimasta inedita.
Un secondo adattamento anime intitolato Kino's Journey -the Beautiful World- the Animated Series, animato dallo studio Lerche e prodotto da Egg Firm, è stato trasmesso dal 6 ottobre al 22 dicembre 2017 per un totale di 12 episodi. La serie è diretta da Tomohisa Taguchi, con Yukie Sugawara che si è occupata della sceneggiatura e Ryoko Amisaki che ha curato il character design. La sigla d'apertura è Here and There mentre quella di chiusura è Satōdama no tsuki (砂糖玉の月?); entrambe sono cantate da Nagi Yanagi. Gli episodi sono stati raccolti in tre volumi Blu-ray pubblicati dal 22 dicembre 2017 al 27 aprile 2018; ogni volume conteneva quattro episodi. I diritti per la distribuzione al di fuori dell'Asia sono stati acquistati da Crunchyroll che l'ha trasmessa in simulcast in versione sottotitolata in vari Paesi del mondo, tra cui l'Italia.

## Lista episodi

### Kino no tabi(2003)
Il titolo di ogni episodio è accompagnato da un sottotitolo in lingua inglese. In aggiunta ai tredici episodi originariamente andati in onda su WOWOW, l'episodio di dodici minuti Tō no kuni -Freelance-, pubblicato originariamente come OAV extra all'edizione in DVD del primo film, viene considerato come "episodio zero" della serie TV.
| Nº      | Titolo italiano (traduzione letterale) Giapponese 「Kanji」 - Rōmaji                              | In onda         | In onda |
| Nº      | Titolo italiano (traduzione letterale) Giapponese 「Kanji」 - Rōmaji                              | Giapponese      |         |
| 0 (OAV) | Il paese della torre -Freelance- 「塔の国」 - Tō no kuni                                          | 19 ottobre 2005 |         |
| 1       | Il paese del dolore visibile -I See You- 「人の痛みがわかる国」 - Hito no itami ga wakaru kuni    | 8 aprile 2003   |         |
| 2       | Sfamare il prossimo -I Want to Live- 「人を喰った話」 - Hito o kutta hanashi                      | 15 aprile 2003  |         |
| 3       | Il paese delle profezie -We No The Future- 「予言の国」 - Yogen no kuni                           | 22 aprile 2003  |         |
| 4       | Il paese degli adulti -Natural Rights- 「大人の国」 - Otona no kuni                               | 6 maggio 2003   |         |
| 5       | Tre uomini lungo i binari -On the Rails- 「レールの上の三人の男」 - Rēru no ue no sannin no otoko | 13 maggio 2003  |         |
| 6       | Colosseo (prima parte) -Avengers- 「コロシアム (前編)」 - Koroshiamu (zenpen)                     | 20 maggio 2003  |         |
| 7       | Colosseo (seconda parte) -Avengers- 「コロシアム (後編)」 - Koroshiamu (kōhen)                    | 27 maggio 2003  |         |
| 8       | Il paese dei maghi -Potentials of Magic- 「魔法使いの国」 - Mahōtsukai no kuni                    | 3 giugno 2003   |         |
| 9       | Il paese dei libri -Nothing Is Written!- 「本の国」 - Hon no kuni                                 | 10 giugno 2003  |         |
| 10      | Una storia di bambole meccaniche -One-way Mission- 「機械人形の話」 - Kikai ningyō no hanashi     | 17 giugno 2003  |         |
| 11      | Il suo viaggio -Love and Bullets- 「彼女の旅」 - Kanojo no tabi                                   | 24 giugno 2003  |         |
| 12      | Un paese pacifico -Mother's Love- 「平和な国」 - Heiwa na kuni                                    | 1º luglio 2003  |         |
| 13      | Un paese gentile -Tomorrow Never Comes- 「優しい国」 - Yasashii kuni                              | 8 luglio 2003   |         |

### Kino's Journey -the Beautiful World- the Animated Series(2017)
| Nº | Titolo italiano Giapponese 「Kanji」 - Rōmaji                                                                            | In onda          | In onda |
| Nº | Titolo italiano Giapponese 「Kanji」 - Rōmaji                                                                            | Giapponese       |         |
| 1  | Il Paese dove le persone possono uccidere -Jungle's Rule- 「人を殺すことができる国」 - Hito o korosu koto ga dekiru kuni | 6 ottobre 2017   |         |
| 2  | Colosseo -Avengers- 「コロシアム」 - Koroshiamu                                                                          | 13 ottobre 2017  |         |
| 3  | Un Paese problematico -Leave Only Footsteps!- 「迷惑な国」 - Meiwaku na kuni                                             | 20 ottobre 2017  |         |
| 4  | Il Paese-nave -On the Beach- 「船の国」 - Fune no kuni                                                                   | 27 ottobre 2017  |         |
| 5  | Il Paese dei bugiardi -Waiting for You- 「嘘つき達の国」 - Usotsukitachi no kuni                                         | 3 novembre 2017  |         |
| 6  | Tra le nuvole -Eye-opener- 「雲の前で」 - Kumo no mae de                                                                 | 10 novembre 2017 |         |
| 7  | Il Paese che ha una storia -Don't Look Back!- 「歴史のある国」 - Rekishi no aru kuni                                     | 17 novembre 2017 |         |
| 8  | Il Paese delle onde radio -Not Guilty- 「電波の国」 - Denpa no kuni                                                      | 24 novembre 2017 |         |
| 9  | Vari Paesi 「いろいろな国」 - Iroiro na kuni                                                                             | 1º dicembre 2017 |         |
| 10 | Il Paese gentile -Tomorrow Never Comes- 「優しい国」 - Yasashī kuni                                                      | 8 dicembre 2017  |         |
| 11 | Il Paese degli adulti -Natural Rights- 「大人の国」 - Otona no kuni                                                      | 15 dicembre 2017 |         |
| 12 | La prateria delle pecore -Stray Army- 「羊たちの草原」 - Hitsuji-tachi no sougen                                         | 22 dicembre 2017 |         |

## Home video

### Giappone
La serie del 2003 è stata pubblicata in DVD dal 18 giugno al 19 novembre 2003.
| Volume | Episodi | Data di pubblicazione |
| ------ | ------- | --------------------- |
| 1      | 1-3     | 18 giugno 2003        |
| 2      | 4-5     | 6 agosto 2003         |
| 3      | 6-7     | 20 agosto 2003        |
| 4      | 8-9     | 18 settembre 2003     |
| 5      | 10-11   | 16 ottobre 2003       |
| 6      | 12-13   | 19 novembre 2003      |
| -      | OAV     | 19 ottobre 2005       |

La serie del 2017 è stata pubblicata in Blu-ray dal 22 dicembre 2017 al 27 aprile 2018.
| Volume | Episodi | Data di pubblicazione |
| ------ | ------- | --------------------- |
| 1      | 1-4     | 22 dicembre 2017      |
| 2      | 5-8     | 28 febbraio 2018      |
| 3      | 9-12    | 27 aprile 2018        |